# Punct de inflexiune

Grafic al funcției cu un punct de inflexiune la (0,0), care este și un punct staționar

Rădăcinile, punctele staționare, punctele de inflexiune și concavitatea unei funcții algebrice de gradul al treilea (curba neagră) și prima și a doua derivată a sa (roșu, respectiv albastru)

În calculul diferențial și geometria diferențială, un punct de inflexiune este un punct de pe o curbă plană netedă la care curbura își schimbă semnul. În cazul graficului unei funcții este un punct în care funcția se schimbă de la a fi concavă (concavă în jos) la a fi convexă (concavă în sus), sau invers.
La graficul unei funcții continue ,f, derivabile, care admite cel puțin prima (f') și a doua (f") derivată a sa, continue și ele, condiția f" = 0 poate fi folosită la determinarea unui punct de inflexiune deoarece în acel punct f" poate trece de la valori pozitive la valori negative (adică de la concavitate în sus la concavitate în jos) sau invers. Un punct în care derivata a doua se anulează dar nu-și schimbă semnul nu este un punct de inflexiune, ci unul de ondulare.
În geometria algebrică, un punct de inflexiune este definit mai general, drept un punct singular în care tangenta întâlnește curba de un număr impar de ori, cel puțin 3, iar un punct de ondulare este definit ca un punct în care tangenta întâlnește curba de un număr par de ori, cel puțin 4.

## Definiție
În geometria diferențială punctele de inflexiune sunt punctele curbei în care curbura își schimbă semnul.
De exemplu, graficul unei funcții derivabile are un punct de inflexiune la {\displaystyle (x,\,f(x))} dacă și numai dacă prima derivată, f' are un extrem în x. Adică, într-o vecinătate x este singurul punct în care f' are un minim sau maxim local. În acel punct tangenta traversează curba.
Pentru o curbă netedă definită printr-o ecuație parametrică un punct este unul de inflexiune dacă curbura își schimbă semnul.
Pentru o curbă netedă, care este un grafic al unei funcții derivabile de două ori, un punct de inflexiune este un punct în care derivata a doua se anulează și-și schimbă semnul.
În geometria algebrică un punct nesingular al unei curbe algebrice⁠(d) este un punct de inflexiune dacă și numai dacă numărul de intersecții ale tangentei cu curba (în punctul de tangență) este impar și mai mare ca 2. Motivația principală a acestei definiții diferite este că altfel mulțimea punctelor de inflexiune ale unei curbe nu ar fi o varietate algebrică. De fapt, mulțimea punctelor de inflexiune ale unei curbe algebrice plane este formată chiar din punctele sale nesingulare care sunt zerouri ale determinantului hessian ale completării sale proiective.

Grafic al de la la
derivata a doua este, iar semnul său este astfel opusul celui al f. Tangente este albastră unde funcția este convexă (deasupra tangentei), verde când este concavă (sub tangentă) și roșie în punctele de inflexiune:

## O condiție necesară, dar nu și suficientă
Pentru o funcție f, dacă a doua sa derivată {\displaystyle f^{\prime \prime }(x)} există la x0 iar x0 este un punct de inflexiune pentru f, atunci {\displaystyle f^{\prime \prime }(x_{0})=0}, dar această condiție nu este suficientă pentru a avea un punct de inflexiune, chiar dacă există derivate de orice ordin. În acest caz este nevoie și de o derivată diferită de cel mai mic ordin (deasupra celei de-a doua) impar (al treilea, al cincilea etc.). Dacă derivata de ordinul cel mai mic este de ordin par punctul nu este un punct de inflexiune, ci un punct de ondulare. Totuși, în geometria algebrică, atât punctele de inflexiune, cât și punctele de ondulare sunt numite de obicei „puncte de inflexiune”. Un exemplu de punct de ondulare este {\displaystyle x=0} pentru funcția {\displaystyle f(x)=x^{4}}.
Mai sus se presupune că f are în x o derivată nenulă de ordin superior, ceea ce nu este obligatoriu. Dacă este cazul, condiția ca prima derivată nenulă să aibă un ordin impar implică faptul că semnul {\displaystyle f{\prime }(x)} este același de ambele părți a lui x într-o vecinătate a lui x. Dacă acest semn este pozitiv, punctul este un punct de inflexiune în creștere, iar dacă este negativ, punctul este unul în descreștere.
Condiții suficiente pentru existența punctelor de inflexiune
1) O condiție suficientă pentru existența punctelor de inflexiune în cazul că f(x) este continuă și derivabilă de k ori într-o vecinătate a punctului x0 cu k impar și k ≥ 3 este ca f(n)(x0) = 0 pentru n = 2, …, k − 1 și f(k)(x0) ≠ 0. Atunci f(x) are un punct de inflexiune la x0.
2) Cealaltă condiție suficientă de existență cere ca f"(x0 + ε) și f"(x0 − ε) să aibă semne opuse în vecinătatea lui x.

## Clasificarea punctelor de inflexiune

y = x^{4} – x are derivata a doua 0 în punctul (0,0), dar acolo nu este un punct de inflexiune deoarece derivata a patra este prima derivată diferită de zero de ordinul superior (a treia derivată este și ea zero)

Punctele de flexiune pot fi clasificate și în funcție de dacă f ' (x) este zero sau nu.
- dacă f' (x) este zero, punctul este un punct de inflexiune staționar,
- dacă f' (x) nu este zero, punctul este un punct de inflexiune nestaționar.

Un punct de inflexiune staționar nu este un extrem local. În contextul funcțiilor de mai multe variabile reale, un punct staționar care nu este un extrem local se numește punct șa.
Un exemplu de punct de inflexiune staționar este punctul (0, 0) pe graficul funcției y = x3. Tangenta este axa x, care taie graficul în acest punct.
Un exemplu de punct de inflexiune nestaționar este punctul (0, 0) pe graficul funcției y = x3 + ax, pentru un a oarecare nenul. Tangenta în origine este dreapta y = ax, care taie graficul în acest punct.

## Funcții cu discontinuități
Unele funcții modifică sensul concavității fără a avea puncte de inflexiune. Ele își pot schimba concavitatea în jurul asimptotelor verticale sau a discontinuităților. De exemplu, funcția {\displaystyle x\mapsto {\frac {1}{x}}} este concavă pentru x negativ și convex pentru x pozitiv, dar nu are puncte de flexiune deoarece 0 este nu în domeniul funcției.

## Funcții cu puncte de inflexiune la care derivata a doua nu se anulează
Unele funcții continue au un punct de inflexiune chiar dacă derivata a doua nu este niciodată 0. De exemplu, funcția rădăcină cubică este concavă în sus pentru x negativ și concavă în jos pentru x pozitiv, dar nu are derivate de niciun ordin în origine.